# Millicent Martin
Millicent Mary Lillian Martin (Romford, Essex, 8 de juny de 1934) és una actriu, cantant i comediant anglesa. Va ser la cantant solitària de cançons d'actualitat al xou satíric de la BBC Television That Was The Week That Was conegut com a TW3 (1962–1963). Pel seu treball a Broadway, va rebre nominacions als Premi Tony per Side by Side by Sondheim (1977) i King of Hearts (1978), ambdues a la millor actriu de repartiment de musical. Altres papers a la televisió foren de Gertrude Moon al sitcom de la NBC Frasier (2000–04). Millie mai va pensar que li oferirien un nou paper en una sèrie bona, fins que Grace & Frankie de Netflix li va donar el paper de Joan Margaret.

## Carrera al teatre
Va debutar a Broadway amb Julie Andrews a The Boy Friend en 1954. Altres intervencions addicionals al teatre de Nova York inclouen el seu paper de Dorothy Brock a la producció original de Broadway 42nd Street i el paper a la revista Side by Side by Sondheim amb Julia McKenzie i David Kernan, pel qual fou nomenada al Premi Tony a la millor actriu de repartiment de musical. Va rebre una segona nominació als Tony pel musical King of Hearts.
A London, Martin va participar amb Paul Scofield i James Kenney a Expresso Bongo al Saville Theatre. En 1959 també havia aparegut a The Crooked Mile. També a West End, i va fer de contrapart amb Jim Dale a The Card el 1975.
En 1988, Martin es va unir a la producció a Londres del musical de Sondheim musical Follies, protagonista amb Eartha Kitt.
Més recentment en 2008, va aparèixer a l'Open Air Theatre, Regent's Park amb Topol, Linda Thorson i Lisa O'Hare al musical de Lerner & Lowe Gigi.

## Carrera a televisió
Durant els primers anys de la dècada de 1960, Martin va arribar a ser conegut per les audiències de la televisió britànica com a cantant resident de cançons d'actualitat sobre la versió britànica original del programa satíric setmanal That Was The Week That Was (1962-1963). Una de les cançons que va cantar a l'espectacle, l'homenatge a John F. Kennedy "In the Summer of His Years", fou editat com a senzill i va arribar al número 104 en el Billboard Hot 100 de 1963 (però va ser superat per una versió de Connie Francis, que va arribar al n. 46). També va fer gravacions en suec, con el senzill de 7" "Om du nånsin skulle ändra dej".
Martin tenia la seva pròpia sèrie de la BBC entre 1964 i 1966, titulada Mainly Millicent per les primeres dues temporades, i retallada a Millicent per la tercera temporada final. En un episodi, Martin i l'estrella convidada Roger Moore van interpretar un sketch de comèdia en el qual Moore va interpretar a l'agent secret James Bond alguns anys abans que se li oferís el paper. A mitjans dels anys seixanta fou convidada, juntament amb el discjòquei Pete Murray i Kenneth Williams, en una edició de Juke Box Jury.
També va aparèixer amb Morecambe i Wise a la sèrie "Two of a Kind" durant la dècada del 1960.
En 1969 Sir Lew Grade va voler fer una sèrie de comèdies, protagonitzades per Martin, que seria un atractiu per al públic americà i britànic. Va enviar sis sketchs de comèdia de Martin al productor Sheldon Leonard, que va presentar la premissa de From a Bird's Eye View. La sèrie no va tenir èxit i es va cancel·lar després de 16 episodis.
El 1977, al Jubileu, va aparèixer en una edició de gala de The Good Old Days, actuant en una doble actuació amb Julia McKenzie.
Martin va aparèixer com Gladys Moon en 13 episodis de Moon and Son, una sèrie de detectius de la BBC de 1992 creada per Robert Banks Stewart i co-protagonitzada per John Michie.
En 2005 va fer un petit paper a la pel·lícula Mrs. Palfrey at the Claremont protagonitzada per Joan Plowright.
Darrerament va interpretar a televisió Gertrude Moon, la mare mancuniana de Daphne Moon en el sitcom estatunidenc Frasier. Va treballar al Disney Channel, protagonitzant els xous The Suite Life of Zack & Cody, Jonas i a la pel·lícula Return to Halloweentown. Altres actuacions seves foren a The Drew Carey Show, Will & Grace, Newhart i Days of Our Lives. També va fer un petit paper en un episodi de Gilmore Girls i un paper clau en un episodi de "Modern Family".
El 2011, va participar com a convidada davant la filla a Frasier, Jane Leeves, a la sèrie de TV Land Hot in Cleveland. També va tenir una aparició en la quarta temporada de Chuck com a mare de Hartley Winterbottom, que va rebre el primer prototip Intersect i es va convertir en Alexei Volkoff; també va protagonitzar un episodi de la quarta temporada de Castle com a crítica de teatre que va escriure una dura revisió d'una actuació de la mare de Castle.
En 2017 ha participat en set episodis de Grace & Frankie com a Joan-Margaret.

## Vida personal
Es va casar amb el cantant de pop Ronnie Carroll des del 1958 fins al 1965, i posteriorment amb l'actor Norman Eshley, però tots dos matrimonis van acabar en divorci. Des de 1978 està casada amb el nord-americà Marc Alexander i actualment es troba vivint als Estats Units.

## Filmografia

### Pel·lícules
| Any  | Títol                              | Paper             |
| ---- | ---------------------------------- | ----------------- |
| 1959 | Libel                              | Maisie            |
| 1961 | Invasion Quartet                   | Kay               |
| 1962 | The Girl on the Boat               | Billie Bennett    |
| 1964 | Nothing but the Best               | Ann Horton        |
| 1966 | Alfie                              | Siddie            |
| 1966 | Stop the World – I Want to Get Off | Evie / Anya / Ara |
| 2005 | Mrs. Palfrey at the Claremont      | Mrs. De Salis     |
| 2016 | Adventures of Old Man              |                   |
| 2017 | The Last Word                      | Margaret Dumont   |

### Televisió
| Any       | Títol                         | Paper                       |
| --------- | ----------------------------- | --------------------------- |
| 1958      | Theatre Night                 | Maisie King                 |
| 1960      | International Detective       | Katie O'Brien / Susan       |
| 1961      | The Horsemasters              | Joan                        |
| 1964      | Espionage                     | Susan                       |
| 1964      | Drama 61-67                   | Jocelyn Willows             |
| 1964      | Kiss Me Kate                  | Lois Lane                   |
| 1970–71   | From a Bird's Eye View        | Millie Grover               |
| 1981      | That Beryl Marston...!        | Kay                         |
| 1984      | Glitter                       | Valerie Beaumont            |
| 1986      | Newhart                       | Sylvia                      |
| 1986–87   | Downtown                      | Harriet Conover             |
| 1987      | L.A. Law                      | Arlene Sabrett              |
| 1988      | Max Headroom                  | Cornelia Firth              |
| 1992      | Moon and Son                  | Gladys Moon                 |
| 1996      | Coach                         | Tita                        |
| 1996      | The Upper Hand                | Dolly Hamp                  |
| 1998–2001 | Days of Our Lives             | Lili Faversham              |
| 1999      | Stark Raving Mad              | Katie Randall               |
| 2000      | That's Life                   | Carol                       |
| 2001–2003 | Frasier                       | Gertrude Moon               |
| 2004      | The Drew Carey Show           | Helen                       |
| 2005      | Will & Grace                  | Leni                        |
| 2006      | The Suite Life of Zack & Cody | Senyora Delacourt           |
| 2006      | Return to Halloweentown       | Prof. Persimmon Periwinkle  |
| 2009      | Jonas                         | Her Majesty Queen Elizabeth |
| 2011      | Chuck                         | Senyora Winterborne         |
| 2011–2014 | Hot in Cleveland              | Agnes Bratford              |
| 2012      | Castle                        | Oona Marconi                |
| 2013      | Modern Family                 | Charlotte                   |
| 2013      | Bones                         | Evelyn Schumacher           |
| 2016      | 2 Broke Girls                 | Gertrude                    |
| 2017–19   | Grace and Frankie             | Joan-Margaret               |
| 2018      | Code Black                    | Marjorie                    |